# NGC 6091
NGC 6091 est une galaxie elliptique située dans la constellation de la Petite Ourse. Sa vitesse par rapport au fond diffus cosmologique est de 6 882 ± 70 km/s, ce qui correspond à une distance de Hubble de 101,5 ± 7,2 Mpc (∼331 millions d'al). NGC 6091 a été découverte par l'astronome américain Edward Swift en 1885.
Aucun bras spiral n'est visible sur l'image obtenue des données du relevé Pan-STARRS. Aussi, la classification de galaxie elliptique de la base de données HyperLeda semble mieux décrire cette galaxie.